# Rennes-en-Grenouilles

Rennes-en-Grenouilles este o comună în departamentul Mayenne, Franța. În 2009 avea o populație de 111 de locuitori.